# Tomohiko Itō
Tomohiko Itō (伊藤 智彦, Itō Tomohiko) est un réalisateur japonais de film d'animation. Il est notamment connu pour avoir réalisé les 2 saisons de Sword Art Online ainsi que le film Sword Art Online: Ordinal Scale, ou encore le storyboard de Death Note.

## Réalisations notables
- 2016: Erased, série de 12 épisodes
- 2013: Silver Spoon
- 2010: Occult Academy
- 2012-2014: Sword Art Online : les deux saisons
- 2017: Sword Art Online: Ordinal Scale[2]
- 2019: Hello World, long-métrage[3]